# Martin Kallmann (Elektrotechniker)

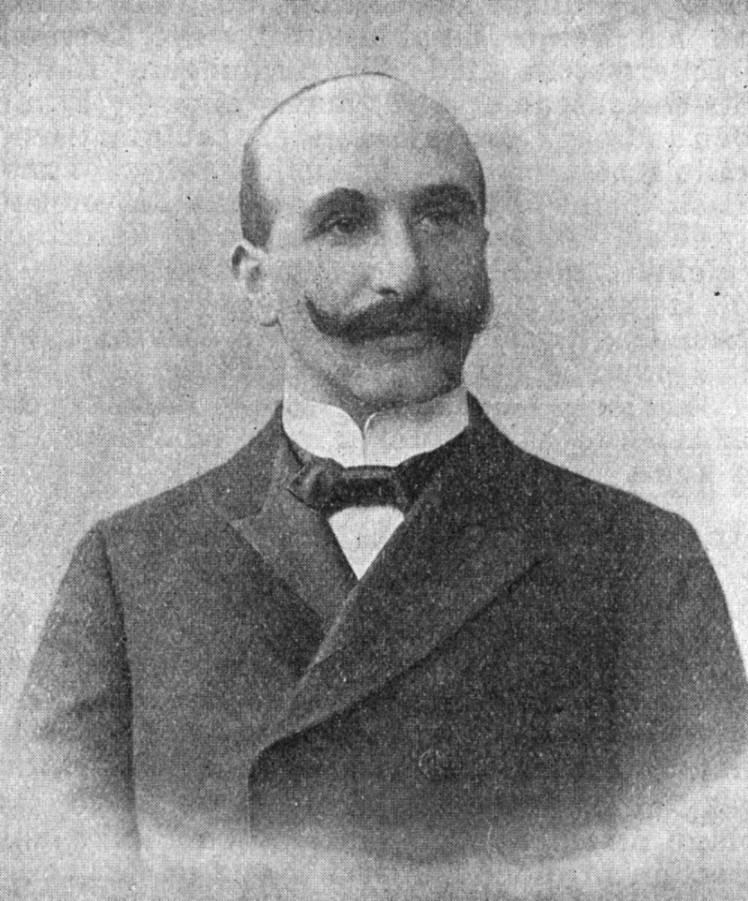
Martin Kallmann um 1910

Martin Kallmann (* 4. Juni 1867 in Nakel; † 29. November 1911 in Berlin) war ein deutscher Elektrotechniker, Hochschullehrer und erster Stadtelektriker von Berlin.

## Leben
Kallmann erreichte schon mit 17 Jahren die Hochschulreife, studierte Mathematik und Physik an der Ruprecht-Karls-Universität Heidelberg und anschließend an der Friedrich-Wilhelms-Universität Berlin. In Berlin arbeitete er während des Studiums bei Hermann von Helmholtz und gab Übungen und Laboratoriumskurse an der Technischen Hochschule (Berlin-)Charlottenburg. 1885 promovierte Kallmann an der Universität Halle mit einer Dissertation über „Die Erzeugung von Tönen durch Elektrizität“.
Anschließend war Kallmann bei der Allgemeinen Elektricitäts-Gesellschaft (AEG) und deren Tochtergesellschaft Berliner Elektricitäts-Werke (BEW, die spätere BEWAG) als Betriebselektriker beschäftigt. Hier zeichnete er sich durch Arbeiten und Erfindungen aus, die für den Elektrizitätswerksbetrieb von Bedeutung waren. 1893 wurde ihm von der Stadt Berlin das neu geschaffene Amt des Stadtelektrikers von Berlin angetragen. Ab 1901 lehrte Kallmann zusätzlich Elektrotechnik mit Schwerpunkt Betriebs- und Sicherheitstechnik an der Technischen Hochschule Charlottenburg, erst als Privatdozent, ab November 1907 als Professor.
Nach langer Krankheit starb Kallmann 44-jährig in Berlin.

## Schriften
- Über einen selbstregelnden Belastungswiderstand und seine Verwendung als Vergleichs-Kilowatt. In: Elektrotechnische Zeitschrift (ETZ), 27. Jahrgang 1906, Heft 3 (vom 18. Januar 1906), S. 45–49.
- Differential-Spannungsmesser für Gleich- und Wechselstrom (Variations-Widerstands-System). In: Elektrotechnische Zeitschrift (ETZ), 27. Jahrgang 1906, Heft 14 (vom 5. April 1906), S. 335–338.
- Über ein neues Verfahren zur selbsttätigen Spannungs- und Isolationskontrolle. In: Elektrotechnische Zeitschrift (ETZ), 27. Jahrgang 1906, Heft 29 (vom 19. Juli 1906), S. 686–690 / Heft 30 (vom 26. Juli 1906) S. 710–713. (zweiteilig)
- Ein neues Verfahren zum selbsttätigen Anlassen von Elektromotoren. In: Elektrotechnische Zeitschrift (ETZ), 28. Jahrgang 1907, Heft 19 (vom 9. Mai 1907), S. 495–497 / Heft 20 (vom 16. Mai 1907), S. 518–521. (zweiteilig)
- Ein neus System zur selbsttätigen Kurzschlußbremsung für Elektromotoren. In: Elektrotechnische Zeitschrift (ETZ), 28. Jahrgang 1907, Heft 39 (vom 26. September 1907), S. 945–948.
- Die Verhütung der Extrastromfunken (Variations-Magnetschalter). In: Elektrotechnische Zeitschrift (ETZ), 29. Jahrgang 1908, Heft 47 (vom 19. November 1908), S. 1134–1136.
- Optische Spannungskontrolle mittels Elektrizitätszähler. In: Elektrotechnische Zeitschrift (ETZ), 30. Jahrgang 1909, Heft 40 (7. Oktober 1909), S. 954–955.